# Beqir Balluku
Beqir Balluku (14. února 1917, Tirana, Albánie – 5. listopadu 1974, Tirana, Albánie) byl albánský komunistický politik, který v 50. letech zastával post ministra obrany Albánie.
Balluku byl jedním z partyzánů, kteří bojovali za druhé světové války proti okupantům. Podílel se na čistkách v komunistické straně v roce 1956; poté, co došlo k roztržce mezi Enverem Hodžou a sovětským vůdcem Nikitou Chruščovem. Balluku spolupracoval s Mehmetem Shehu a Enverem Hodžou v odstranění všech pro-sovětsky laděných členů komunistické strany. Sám Balluku po roce 1960 zastával rozhodná pro-čínská stanoviska a odsuzoval SSSR.
Roku 1974 byl nicméně obviněn samotným Hodžou z přípravy politického převratu za pomoci armády, a ve vykonstruovaném procesu odsouzen k smrti zastřelením. Ve funkci ministra obrany ho po 22 letech služby nahradil Mehmet Shehu.
Balluku byl od roku 1952 až do své smrti poslancem parlamentu. Od roku 1948 až do své smrti byl členem albánského politbyra.